# Pere Borrell del Caso
Pere Borrell del Caso (Puigcerdà, 1835 – Barcellona, 16 maggio 1910) è stato un pittore, illustratore e incisore spagnolo, conosciuto per il suo dipinto Escapando de la crítica (Sfuggendo alla critica) (1874), esempio di trompe l'œil.

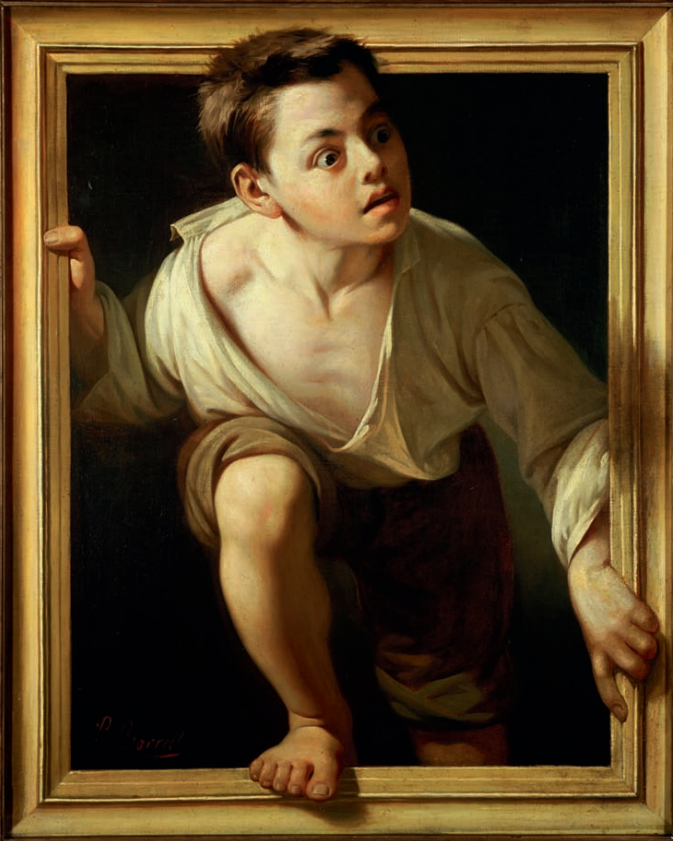
Sfuggendo alla critica, Collezione Banco de España, Madrid

Le sue opere mirano a confondere lo spettatore, il quale non riesce a distinguere i confini tra lo spazio reale e quello immaginario.
Borrell del Caso fu anche autore di molti ritratti e scenari religiosi, influenzati dalla pittura dei Nazareni.
Per due volte gli fu offerta la cattedra della Scuola della Llotja e in entrambi i casi rifiutò, creando un'accademia indipendente.